# Докерамичен неолит A
Предкерамичната неолитна култура А (Pre-Pottery Neolithic A, PPNA) е ранната неолитна култура на Левант и северна Месопотамия, X–IX хилядолетие пр.н.е. Тя се разви от местната натуфийска култура в резултат на прехода към уседнало земеделие в края на последния ледников период. Първоначално е определена в района на град Ерихон в Палестина. Предшества други култури от предкерамичен и керамичен неолит от Близкия изток. Събирали са пшеница, ечемик и бобови растения, но дали са засявали или само събирали диви растения е спорен въпрос.

## Селища
Селищата се състоят от закръглени сгради, които са на каменна основа и с каменни подове. За разлика от подобни сгради от натуфийската култура, стените са изградени от тухла и са покрити с вар, обикновено с кремава ли червена. Огнището е малко, каменно. Нагорещени каменни плочи са използвани за готвене, фрагментите от които са останали в помещенията. Почти във всяко селище имаше специална сграда за съхранение на зърно. Селищата са много по-големи от тези на натуфийците и освен публичните хамбари за зърно, имат и други общинни структури, например известната кула Йерихон, която била построена много по-рано от стените, споменати в Библията.
Град Ерихон, построен от PPNA култура около 8000 г. пр.н.е., освен че имал масивна каменна кула бил ограден и с каменна стена. Населението е било 2 – 3 хиляди души. Целта на укрепленията е неизвестна, тъй като не са открити следи от военни операции.
Като цяло, инструментите и оръжията съответстват на натуфийската традиция освен това се появяват полирани тесли и брадви.

## Регионални варианти
- Султан – в долината на река Йордан и южния Левант, включително Ерихон и Ел-Хиам.
- Мурайбетски – в северната част на Левант, типично село – Мурайбет IIIА и IIIБ. Различава се по формата на стрелите и традицията да се правят сърпове.
- Асвадски – в Сирия. Типичното селище е Tel-Aswad IA. Различава се с големи сърпове и с формата на стрелите.
- Месопотамия – включва Гобекли Тепе.